# Activision
Activision, Inc (NASDAQ: ATVI) — американська компанія з видання та розробки відеоігор. Заснована 1 жовтня 1979 року. Ця компанія стала першим незалежним розробником ігор для гральних приставок і персональних комп'ютерів. Першою продукцією компанії стали ігрові картриджі для Atari 2600. Зараз це один з найбільших видавців ігор, який поступається за величиною тільки Electronic Arts.

## Історія
До появи Activision, програмне забезпечення для ігрових приставок видавалося виключно компаніями-творцями систем, для яких призначалися ці ігри. Наприклад, Atari була єдиним видавцем ігор для Atari 2600. Це викликало сильне невдоволення розробників ігор, оскільки вони не отримували великої винагороди за відмінно зроблені ігри, і навіть не згадувалися у друкованих матеріалах до гри. Після того, як кілька ігор стали бестселерами, що дали прибуток в мільйони доларів, кілька програмістів вирішили що з них вистачить і покинули компанію. Так Activision стала першим стороннім розробником ігор.
Activision була заснована Джимом Леві (Jim Levy), які прийшли з музичної індустрії, і чотирма програмістами, що пішли з Atari — Девідом Крейном (David Crane), Ларрі Капланом (Larry Kaplan), Аланом Міллером (Alan Miller) і Бобом Уайтхед (Bob Whitehead). Леві підтримав підхід, при якому імена авторів гри згадуються і розкручуються разом із самою грою. Це був важливий крок, який допоміг молодій компанії залучити талановитих авторів.
Відхід з Atari чотирьох програмістів, чиї гри забезпечували у той час більша частина доходу з продажу картриджів, привів до судового позову між двома компаніями, яка не була повністю врегульована до 1982 року. Коли на ринку ігрових приставок почався спад, Activision розширилася, відкривши напрямок ігор для домашніх комп'ютерів, а також скупивши невеликих видавців.
У 1982 році Activision випустила Pitfall!, яка багатьма вважається першою грою-платформером, і яка стала найкраще продається грою для Atari 2600 (продано понад 4 млн копій). Хоча команда вже довела свою винятковість, Pitfall! Приніс їй воістину великий успіх. Гра не тільки породила безліч клонів, у тому числі у вигляді ігрових автоматів, а й можна сказати стала основою для цілого жанру платформерів, які стали важливою частиною відеоігор 1980-х.
У 1985 році Activision об'єдналася з Infocom — компанією-піонером текстових адвентюр, яка зазнавала труднощів. Джим Леві був фанатом ігор Infocom і хотів, щоб ця компанія залишилася на плаву. Однак, вже через шість місяців після об'єднання, Брюс Девіс (Bruce Davis) став на чолі Activision. Він був проти об'єднання з самого початку і правил жорсткою рукою. Він же провів зміни в маркетингової політиці компанії, в результаті чого продажі ігор Infocom різко впали. У підсумку, в 1989 році Activision закрила студію Infocom в Кембриджі й запропонувала 11 з 26 співробітників студії перебратися в штаб-квартиру компанії в Кремнієвій долині; п'ять з них погодилися.
У 1988 році в компанії почалися спроби участі в інших видах розробки ПЗ крім відеоігор, зокрема, у розробці бізнес-додатків. Для цього Activision навіть змінила ім'я на Mediagenic, з тим щоб відобразити в ньому різноманіття видів діяльності компанії. Попри перейменування, Mediagenic продовжувала широко використовувати бренд Activision при виданні ігор для різних платформ. Однак, рішення про залучення в інші види бізнесу зрештою призвело компанію до необхідності захисту за статтею 11 американського закону про банкрутство.
Провал Mediagenic привів до реорганізації й об'єднання з The Disc Company. Після виходу з процесу банкрутства, Mediagenic знову змінила ім'я на Activision, це сталося в Делавере в 1992 році. На цей момент штаб-квартира компанії була перенесена з Кремнієвої долини в Південну Каліфорнію. У ході банкрутства, компанія продовжувала розробляти ігри для PC та ігрових приставок, і продовжувала робити стратегічні придбання. Після цього Activision вирішила сконцентруватися на відеоіграх і тільки на них.

## Злиття компаній з Vivendi
У грудні 2007, було оголошено, що Activision зіллється з Vivendi Games, якій належить Blizzard, розробник і видавець ігор, і злиття компаній могло закінчитися в липні 2008. Нову компанію називають Activision Blizzard і очолюється колишнім президентом Activision's, Bobby Kotick. Vivendi — найбільший акціонер в новій групі. Нова компанія, як оцінюється, варто $ 18,9 мільярда, що більше оцінки компанії Electronic Arts, що становить $ 14,1 мільярда.

## Дочірні підприємства
- Beenox — Квебек-сіті, Квебек, Канада
- Bizarre Creations — Ліверпуль, Велика Британія[3]
- Infinity Ward — Лос-Анджелес, Каліфорнія
- Luxoflux — Санта-Моніка, Каліфорнія
- Neversoft — Лос-Анджелес, Каліфорнія
- Raven Software — Медісон, Вісконсин
- RedOctane — Саннівейл, Каліфорнія
- Toys For Bob — Новато, Каліфорнія
- Treyarch — Санта-Моніка, Каліфорнія
- Vicarious Visions
- Z-Axis — Фостер-Сіті, Каліфорнія
- Sledgehammer Games — Фостер-Сіті, Каліфорнія

До студій, які часто співробітничають з Activision, але не є дочірніми компаніями, можна віднести Magic Wand Productions, FUN Labs і Sand Grain Studios.

## Найбільш значущі гри
- Kaboom! (1981)
- Barnstorming (1981)
- River Raid (1982)
- Pitfall! (1982) (для Atari 2600)
- Pitfall II: Lost Caverns (1984)
- Hacker (1985)
- DeathTrack (1986)
- Galaxy 5000 (1991)
- The Lost Treasures of Infocom (1991), The Lost Treasures of Infocom II (1992)
- MechWarrior 2: 31st Century Combat (1995)
- Quake (1996) і серія Quake
- Interstate '76 (1997)
- Battlezone (1998)
- Civilization: Call to Power (1999)
- Tony Hawk's Pro Skater (1999)
- Star Trek: Armada(2000)
- Return to Castle Wolfenstein (2001)
- Star Trek: Bridge Commander (2002)
- Star Wars Jedi Knight II: Jedi Outcast (2002)
- Star Wars Jedi Knight: Jedi Academy (2003)
- Call of Duty (2004)
- Doom 3 (2004)
- Rome: Total War (2004)
- Vampire: The Masquerade - Bloodlines (2004)
- X-Men Legends (2004)
- Call of Duty 2 (2005)
- Gun (2005)
- The Movies (2005)
- Ultimate Spider-Man (2005)
- X-Men Legends II: Rise of Apocalypse (2005)
- Call of Duty 3 (2006)
- Guitar Hero 2 (2006)
- Marvel: Ultimate Alliance (2006)
- Tony Hawk's Downhill Jam (2006)
- Tony Hawk's Project 8 (2006)
- X-Men: The Official Game (2006)
- Spider-Man 3 (2007)
- Call of Duty 4 (2007)
- Call of Duty 5 (2008)
- Call of Duty: Modern Warfare 2 (10 листопада 2009)
- Prototype (2009)
- Blur (2010)
- Singularity (2010)
- Call of Duty: Black Ops (9 листопада 2010)
- Call of Duty mobile(2019)